# Gunay Uslu
Gunay Uslu (Haarlem, 25 oktober 1972) is een Nederlands voormalig politica. 
Sinds 11 december 2023 is zij CEO van Corendon. Van 10 januari 2022 tot 1 december 2023 was zij namens D66 staatssecretaris Cultuur en Media in het kabinet-Rutte IV.

## Biografie

### Opleiding en loopbaan
Uslu ging van 1985 tot 1992 naar de mavo en havo op het Montessori Lyceum Amsterdam. Haar zuster Meral Uslu kreeg haar daar, ondanks het advies van de lagere school voor het lager beroepsonderwijs; de twee zusters woonden in die tijd bij elkaar. Haar zus nam haar mee naar culturele instellingen over de gehele wereld en ze maakte ook kennis met Mike van Diem en Paula van der Oest. Het verhaal gaat dat ze na het gesprek met docenten van het Montessori aangenomen werd, omdat ze aangaf minister-president te willen worden.
Van 1992 tot 1993 volgde Uslu een lerarenopleiding geschiedenis aan de Hogeschool van Amsterdam en van 1993 tot 1996 studeerde zij Nederlands recht aan de Universiteit van Amsterdam. Van beide studies behaalde zij haar propedeuse. Van 1997 tot 2001 studeerde zij cultuurwetenschappen aan de Universiteit van Amsterdam, met als afstudeerrichting cultuurgeschiedenis van Europa, variant beleid & management. Deze studie sloot zij af met een Master of Arts.
Van 2008 tot 2015 was Uslu promovendus aan de Universiteit van Amsterdam en in 2015 promoveerde zij op haar proefschrift Homer, Troy and the Turks: Heritage & identity in the Late Ottoman Empire 1870-1915. Van 2001 tot 2018 was zij bij deze universiteit, met tussenpozen, docent cultuurwetenschappen: erfgoedstudies, museumstudies, cultuurbeleid en management & organisatie.
Uslu was van 1997 tot 1999 en van 2014 tot 2020 werkzaam in management- en directiefuncties bij Corendon. Van 2002 tot 2005 was zij projectmanager educatie en evenementen bij het Rijksmuseum Amsterdam. Van 2011 tot 2013 was zij conservator en curator van diverse tentoonstellingen in onder meer het Allard Pierson Museum en het Amsterdam Museum.

### Staatssecretaris Cultuur en Media
Vanaf 10 januari 2022 was Uslu staatssecretaris Cultuur en Media in het kabinet-Rutte IV. Ze werd daartoe aangespoord door Rob Jetten en een gesprek met Sigrid Kaag, enigszins verbaasd was ze wel, want ze was geen lid van D66. Na overleg met zus en broer haalde uiteindelijk haar dochter haar over om daadwerkelijk staatssecretaris te worden.
Uslu had in haar portefeuille: Cultuurbeleid (onder andere kunsten, letteren, film/AV, ontwerp, architectuur, cultuureducatie- en participatie, Rijkscultuurfondsen); Erfgoedbeleid (onder andere archeologie, monumenten, musea, Rijksdienst voor het Cultureel Erfgoed); Bibliotheekbeleid; Archiefbeleid (inclusief Nationaal Archief); Inspectie Overheidsinformatie en Erfgoed; Mediabeleid; Onafhankelijke journalistiek (rijksfondsen); Commissariaat voor de Media.
Het het kabinet Rutte IV kreeg Uslu te maken met de zaak Ongehoord Nederland. De omroep, die vanaf februari 2022 uitzond op de NPO, zou zich volgens de NPO-ombudsman de Journalistieke Code 'stelselmatig hebben geschonden'. Sancties volgden. Begin 2023 werd duidelijk dat de omroep een derde sanctie kreeg opgelegd. Vervolgens verzocht de Raad van Bestuur van de NPO aan staatssecretaris Uslu om de voorlopige vergunning van de omroep in te trekken.
Op 27 november 2023 meldde Uslu in een voorgenomen besluit dat de voorlopige vergunning van Ongehoord Nederland niet werd ingetrokken, omdat zij op dat moment te weinig juridische basis zag om zo'n verstrekkend besluit te nemen.
Na de val van het kabinet Rutte IV, op 7 juli 2023, besloot Uslu niet door te gaan als staatssecretaris. Bij de Tweede Kamerverkiezingen van 2023 stond ze als lijstduwer op plek 77 van de kandidatenlijst van D66. Ze behaalde 658 voorkeurstemmen.

### Loopbaan na staatssecretariaat
Op 30 november 2023 liet Uslu weten haar functie als staatssecretaris per 1 december dat jaar neer te leggen en terug te keren naar Corendon, het bedrijf van haar broer. Hier werd zij op 11 december dat jaar CEO. Ze werd als staatssecretaris opgevolgd door Steven van Weyenberg.

## Privéleven
Uslu heeft een partner en een dochter en zoon. Haar ouders kwamen halverwege de jaren 1960 als Turkse gastarbeiders naar Nederland. Haar vader was later eigenaar van een pension en koffiehuis in Haarlem. Gunay Uslu is een zus van documentairemaakster Meral Uslu en van ondernemer Atilay Uslu.
- Bibliothèque nationale de France: cb17705578v (data)
- Gemeinsame Normdatei: 1161631593
- International Standard Name Identifier: 0000 0004 0185 8922
- Library of Congress Control Number: no2013026195
- Nationale Bibliotheek van Israël: 987007398985205171
- Nederlandse Thesaurus van Auteursnamen: 353429848
- Parlement.com: vlp9itytw7nk
- Système universitaire de documentation: 176143920
- Virtual International Authority File: 297246667
- WorldCat: E39PCjJQdGkVpJRBpyB7wgY3wC